# سيرخيو دياز
سيرخيو دياز (بالإسبانية: Sergio Díaz) هو لاعب كرة قدم باراغوياني من مواليد 5 مارس 1998 يلعب في خط هجوم فريق ريال مدريد كاستيا منذ صيف 2016 قادماً من صفوف نادي سيرو بورتينيو البارغوياني.

## المسيرة الإحترافية
بدأ مسيرتة الكروية مع نادي سيرو بروتينيو الابرغواياني في بداية موسم 2014 ولعب لة لموسيمين كاملين وفي سوق الانتقالات الصيفية 2016 تعاقد معة نادي ريال مدريد الاسباني ولعب لريال مدريد كاستيا لموسم كامل بعدها في سوق الانتقالات الشتوية 2017 انتقل إلى نادي لوغو الاسباني الذي يلعب في الدرجة الثانية الاسباني على سبيل العارة لمدة موسمين

## وصلات خارجية
- سيرخيو دياز على موقع الاتحاد الدولي (مؤرشف)  (الإنجليزية)
- سيرخيو دياز على موقع الاتحاد الأوربي (الإنجليزية)
- سيرخيو دياز على موقع قاعدة بيانات كرة القدم.إي يو (الإنجليزية)
- سيرخيو دياز على موقع ناشيونال فوتبول تيمز (الإنجليزية)
- سيرخيو دياز على موقع Soccerway.com (الإنجليزية)
- سيرخيو دياز على موقع AS.com (الإسبانية)